# Simopteryx bicurvata
Simopteryx bicurvata är en fjärilsart som beskrevs av Paul Dognin 1913. Simopteryx bicurvata ingår i släktet Simopteryx och familjen mätare. Inga underarter finns listade i Catalogue of Life.